# Minister for Māori Development
Der Minister for Māori Development ist der in Neuseeland zuständige Minister für alle Belange und Angelegenheiten der Māori, der Ureinwohner des Landes. Derzeitiger Amtsinhaber ist Willie Jackson von der New Zealand Labour Party.
Der Minister for Māori Development spielt eine etwas andere Rolle als andere neuseeländische Minister. Neben der Aufsicht über sein Ministerium Te Puni Kōkiri, (englisch: Ministry of Māori Development) hat er auch Kompetenzen im Zuständigkeitsbereich anderer Ministerien, insofern sie die Māori betreffen. So würde die Einbeziehung des Ministers bei der Entwicklung von Richtlinien zur Lehre der Sprache der im Erziehungsministerium erwartet, obwohl sonst die Erziehungspolitik ausschließlich in die Kompetenz des Erziehungsministeriums fällt.

## Geschichte
Vor der Selbstverwaltung Neuseelands waren Angelegenheiten der Māori (insbesondere der Erwerb von Ländereien der Māori durch die Krone) Angelegenheit des Generalgouverneurs.
Das Amt nannte sich zuvor Minister of Māori Affairs und ursprünglich Minister of Native Affairs (Minister für Angelegenheiten der Eingeborenen) oder kurz Native Minister. Die meisten der frühen Amtsinhaber waren keine Māori, obwohl eine Übereinkunft bestand, dass Māori im Kabinett sitzen sollten (wenn auch nicht notwendigerweise als Minister).
Erst der achtzehnte Minister James Carroll von der Liberal Party, der sein Amt 1899 antrat, war Māori. Ein weiterer bedeutender Māori-Amtsinhaber war Apirana Ngata, ebenfalls ein Liberaler. Die meisten Minister bleiben aber Pākehā, obgleich sie regelmäßig Māori als Berater nutzten. Māui Pōmare von der Reform Party und Eruera Tirikatene von der Labour Party sind Beispiele solcher Politiker, die im Ministerium eine wichtige Rolle spielten ohne selbst Amtsinhaber zu sein. Nach Caroll und Ngata war der nächste Amtsinhaber māorischer Abstammung Matiu Rata (33. Minister, Amtszeit 1972–1975).
Heute setzen die großen Parteien als Sprecher in Angelegenheiten der Māori und ggf. Minister möglichst Māori ein. Die Labour Party hatte seit den 1970ern fortlaufend Māori in dieser Rolle, die New Zealand National Party sowohl Māori und Pākehā. Der Sprecher der National Party zu Māori-Angelegenheiten ist Georginea Te Heuheu, die übernahm mit der fünften Regierung der National Party im November 2008 den Posten des Associate Minister of Māori Affairs.

## Liste der Minister
Die nachfolgenden Tabelle führt die für die Māori zuständigen Minister auf:
- von 1858 bis 1947 als Minister of Native Affairs (Pos. 1–27),
- von 1947 bis 2012 als Minister of Māori Affairs (Pos. 27–41),
- von 2008 bis 2014 als Minister for Māori Affairs  (Pos. 42) und
- von 2014 bis heute als Minister for Māori Development (Pos. 43–45).

In der Liste sind des Weiteren die Amtsinhaber als Māori gekennzeichnet, die vorwiegend maorischer Abstammung sind oder die einen ausreichenden kulturellen Hintergrund haben, um als Māori angesehen zu werden.
|    | Name                         | Māori | Amtsantritt        | Amtsende           | Partei           | unter Premierminister                                 |
| 1  | Christopher William Richmond |       | 27. August 1858    | 10. November 1860  | keine            | Stafford                                              |
| 2  | Frederick Weld               |       | 10. November 1860  | 12. Juli 1861      | keine            | Stafford                                              |
| 3  | Walter Mantell               |       | 12. Juli 1861      | 18. Dezember 1861  | keine            | Fox                                                   |
| 4  | Dillon Bell                  |       | 6. August 1862     | 30. Oktober 1863   | keine            | Domett                                                |
| 5  | Fox                          |       | 30. Oktober 1863   | 24. November 1864  | keine            | Whitaker                                              |
|    | Mantell, 2. Amtszeit         |       | 16. Dezember 1864  | 27. Juli 1865      | keine            | Weld                                                  |
| 6  | James FitzGerald             |       | 12. August 1865    | 16. Oktober 1865   | keine            | Weld                                                  |
| 7  | Andrew Russell               |       | 31. Oktober 1865   | 24. August 1866    | keine            | Stafford                                              |
| 8  | James Crowe Richmond         |       | August 1866        | Juni 1869          | keine            | Stafford                                              |
| 9  | Donald McLean                |       | 28. Juni 1869      | 10. September 1872 | keine            | William Fox                                           |
|    | Donald McLean, 2. Amtszeit   |       | 11. Oktober 1872   | 7. Dezember 1876   | keine            | Waterhouse, Fox, Vogel Pollen, Julius Vogel, Atkinson |
| 10 | Pollen                       |       | 18. Dezember 1876  | 13. Oktober 1877   | keine            | Harry Atkinson                                        |
| 11 | John Sheehan                 |       | 15. Oktober 1877   | 8. Oktober 1879    | keine            | Grey                                                  |
| 12 | John Bryce                   |       | 8. Oktober 1879    | 21. Januar 1881    | keine            | Hall                                                  |
| 13 | William Rolleston            |       | 4. Februar 1881    | 19. Oktober 1881   | keine            | John Hall                                             |
|    | Bryce, 2. Amtszeit           |       | 19. Oktober 1881   | 16. August 1884    | keine            | Hall, Whitaker, Atkinson                              |
| 14 | John Ballance                |       | 16. August 1884    | 28. August 1884    | keine            | Stout                                                 |
|    | Ballance, 2. Amtszeit        |       | 3. September 1884  | 8. Oktober 1887    | keine            | Robert Stout                                          |
| 15 | Edwin Mitchelson             |       | 11. Oktober 1887   | 24. Januar 1891    | keine            | Harry Atkinson                                        |
|    | Ballance, 3. Amtszeit        |       | 24. Januar 1891    | 4. Februar 1891    | Liberal          | (selbst Amtsinhaber)                                  |
| 16 | Alfred Cadman                |       | 4. Februar 1891    | 29. Juni 1893      | Liberal          | Ballance, Seddon                                      |
| 17 | Richard Seddon               |       | 6. September 1893  | 21. Dezember 1899  | Liberal          | (selbst Amtsinhaber)                                  |
| 18 | James Carroll                | ja    | 21. Dezember 1899  | 28. März 1912      | Liberal          | Richard Seddon, Hall-Jones, Ward                      |
| 19 | William MacDonald            |       | 28. März 1912      | 10. Juli 1912      | Liberal          | Mackenzie                                             |
| 20 | William Herbert Herries      |       | 10. Juli 1912      | 7. Februar 1921    | Reform           | Massey                                                |
| 21 | Gordon Coates                |       | 9. März 1921       | 10. Dezember 1928  | Reform           | Massey, Bell, (selbst Amtsinhaber)                    |
| 22 | Apirana Ngata                | ja    | 10. Dezember 1928  | 1. November 1934   | United (Liberal) | Ward, Forbes                                          |
| 23 | Forbes                       |       | 1. November 1934   | 6. Dezember 1935   | United (Liberal) | (selbst Amtsinhaber)                                  |
| 24 | Michael Joseph Savage        |       | 6. Dezember 1935   | 27. März 1940      | Labour           | (selbst Amtsinhaber)                                  |
| 25 | Frank Langstone              |       | 1. April 1940      | 21. Dezember 1942  | Labour           | Fraser                                                |
| 26 | Rex Mason                    |       | 7. Juli 1943       | 19. Dezember 1946  | Labour           | Fraser                                                |
| 27 | Fraser                       |       | 19. Dezember 1946  | 13. Dezember 1949  | Labour           | (selbst Amtsinhaber)                                  |
| 28 | Ernest Corbett               |       | 13. Dezember 1949  | 26. September 1957 | National         | Holland, Holyoake                                     |
| 29 | Holyoake                     |       | 26. September 1957 | 12. Dezember 1957  | National         | (selbst Amtsinhaber)                                  |
| 30 | Walter Nash                  |       | 12. Dezember 1957  | 12. Dezember 1960  | Labour           | (selbst Amtsinhaber)                                  |
| 31 | Ralph Hanan                  |       | 12. Dezember 1960  | 24. Juli 1969      | National         | Holyoake                                              |
| 32 | Duncan MacIntyre             |       | 22. Dezember 1969  | 8. Dezember 1972   | National         | Keith Holyoake, Marshall                              |
| 33 | Matiu Rata                   | ja    | 8. Dezember 1972   | 12. Dezember 1975  | Labour           | Kirk, Rowling                                         |
|    | MacIntyre, 2. Amtszeit       |       | 12. Dezember 1975  | 13. Dezember 1978  | National         | Muldoon                                               |
| 34 | Ben Couch                    | ja    | 13. Dezember 1978  | 26. Juli 1984      | National         | Robert Muldoon                                        |
| 35 | Koro Weitere                 | ja    | 26. Juli 1984      | 2. November 1990   | Labour           | Lange, Palmer, Moore                                  |
| 36 | Winston Peters               | ja    | 1990               | 1991               | National         | Bolger                                                |
| 37 | Doug Kidd                    |       | 1991               | 1993               | National         | Jim Bolger                                            |
| 38 | John Luxton                  |       | 1993               | 1996               | National         | Jim Bolger                                            |
| 39 | Tau Henare                   | ja    | 1996               | 1998               | NZ First         | Jim Bolger, Shipley                                   |
|    | Tau Henare                   | ja    | 1998               | 1998               | Independent      | Shipley                                               |
|    | Tau Henare                   | ja    | 1998               | 1999               | Mauri Pacific    | Shipley                                               |
| 40 | Dover Samuels                | ja    | 1999               | 2002               | Labour           | Clark                                                 |
| 41 | Parekura Horomia             | ja    | 2002               | 19. Dezember 2008  | Labour           | Clark                                                 |
| 42 | Pita Sharples                | ja    | 19. Dezember 2008  | 8. Oktober 2014    | Māori            | Key                                                   |
| 43 | Te Ururoa Flavell            | ja    | 8. Oktober 2014    | 26. Oktober 2017   | Māori            | Key, English                                          |
| 44 | Nanaia Mahuta                | ja    | 26. Oktober 2017   | 6. November 2020   | Labour           | Ardern                                                |
| 45 | Willie Jackson               | ja    | 6. November 2020   | Amtsinhaber        | Labour           | Ardern                                                |